# Hortênsio (Cícero)

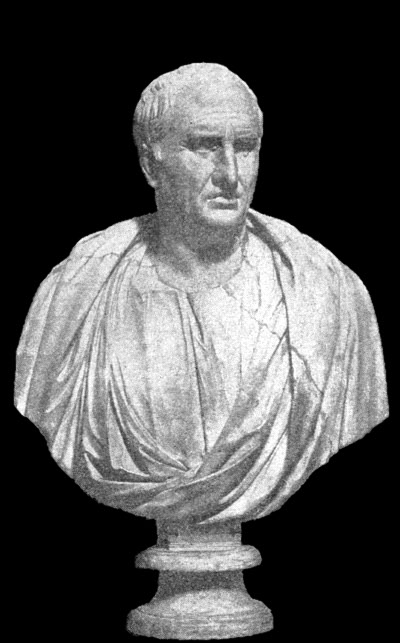
Busto de Marcus Tullius Cicero

Hortênsio é uma das obras perdidas de Cícero. Tornou-se célebre porque Agostinho de Hipona credita sua Conversão ao Cristianismo à leitura destes escritos (Confissões Livro III, Capítulo IV). In verbis:
"No decurso de estudos comuns, encontrei certo livro de Cícero, cujo discurso tinha a admiração de quase todos, diferente de seu coração. O livro é uma exortação à Filosofia e chama-se "Hortênsio". Este livro alterou meus sentimentos e direcionou minhas orações para Ti, ó Senhor; fez-me ter outros desejos e propósitos. Cada esperança vazia de repente tornou-se indigna de mim; ansiei ardentemente por uma imortalidade de sabedoria e comecei a emergir, retornando para Ti. Já não era com o intuito de afiar minha língua que ultilizava aquele livro (aos dezenove anos, época em que minha mãe provia o dinheiro para meus estudos de Retórica, dois anos após a morte de meu pai), pois o que infundiu no meu coração não fora o estilo, mas o conteúdo."